# دان بيترسون
دان بيترسون (بالإنجليزية: Dan Peterson)‏ هو صحفي أمريكي، ولد في 9 يناير 1936 في إيفانستون في الولايات المتحدة.

## روابط خارجية
- دان بيترسون على موقع IMDb (الإنجليزية)
- دان بيترسون على موقع كلية كرة السلة في سبورتس رفرنس.كوم (الإنجليزية)